# Dornier Do 15
Dornier Do 15 (nazwany również Wal) – niemiecka łódź latająca produkowana w zakładach Dornier Metal-Ibauten w Friedrichshafen. 

## Historia
Samolot powstał jako wojskowa wersja wodnosamolotu Dornier Wal produkowanego we włoskiej filii Construzioni Meccaniche Aeronautichw (CMASA). W nowej wersji zmniejszeniu uległa rozpiętość skrzydła oraz zastosowano wydajniejsze silniki. Prototyp wersji wojskowej został oblatany 27 stycznia 1931 r., kolejna (powiększona) wersja wystartowała do lotu 2 maja 1933 r. Niemiecka armia zdecydowała się na zakup pierwszej wersji, która trafiła do produkcji jako Dornier Do 15.
W 1935 r. powstała Fliegerstaffel (F) List – pierwsza niemiecka jednostka lotnicza przeznaczona do prowadzenia dalekiego rozpoznania morskiego i została wyposażona w Do 15. Wyprodukowano 30. egzemplarzy samolotu, które pozostały w służbie do 1938 r. a następnie zostały wycofane do szkół lotniczych.